# Lale Bartoschek
Lale Bartoschek (* 3. Juni 1975 in München) ist ein Generalarzt der Luftwaffe der Bundeswehr. Seit Juli 2025 ist sie Abteilungsleiterin Planung und Organisation im Unterstützungskommando der Bundeswehr.

## Militärische Laufbahn
Bartoschek trat im Januar 1995 bei der Sanitätsschule der Luftwaffe in Giebelstadt in die Bundeswehr ein. Von 1995 bis 2001 absolvierte sie ein Studium der Humanmedizin an der Universität Regensburg sowie der TU München. Im Anschluss absolvierte sie ihre AiP-Zeit bzw. ihre Zeit als Assistenzärztin im Bundeswehrzentralkrankenhaus Koblenz. Ab 2003 war Bartoschek für zwei Jahre Truppenärztin beim Jagdbombergeschwader 33 in Cochem. Es folgte eine Verwendung im Einsatzlazarett 212 beim Lazarettregiment 21 in Rennerod. Die erste Verwendung in einer Kommandobehörde absolvierte Bartoschek von 2007 bis 2008 beim Kommando Operative Führung Eingreifkräfte in Ulm bei der Abteilung J Med. Von 2008 bis 2010 nahm sie am 5. Generalstabslehrgang der Streitkräfte an der Führungsakademie der Bundeswehr in Hamburg teil, wo sie zum Offizier im Generalstabsdienst ausgebildet wurde. Anschließend wurde sie bis 2011 Dezernatsleiterin im Sanitätskommando 2, zuständig für Ausbildung, Übung und ZMZ. Es folgen mehrere ministerielle Verwendungen: ein Jahr bis 2012 Referentin beim FüSan II 2 und ein weiteres Jahr als Referentin in der Abteilung Planung (Plg I 3). Danach wechselte sie als Referentin in das BAPersBw (BAPersBw III 4.2). Von 2014 bis 2016 war Bartoschek Referatsleiterin A I.2 im Kommando Sanitätsdienst der Bundeswehr. In einer anschließenden, einjährigen ministeriellen Verwendung wurde sie Leiterin des Stabselementes für Chancengerechtigkeit, Vielfalt und Inklusion der Abteilung Personal, ehe sie Kommandeurin und Ärztliche Direktorin des Bundeswehrkrankenhaus Westerstede wurde. Diesen Dienstposten hatte sie bis 2019 inne, ehe sie Referatsleiterin P I 4 im BMVg wurde. Ab 2021 war Bartoschek Abteilungsleiterin II (Personalgewinnung und Berufsförderung) im Bundesamt für das Personalmanagement der Bundeswehr und wurde auf diesem Dienstposten zum Generalarzt befördert. Ab September 2023 nahm sie am Global Strategy Programm am Royal College of Defence Studies teil, ehe sie im Oktober 2024 als Medical Advisor bei Deutscher Anteil Supreme Headquarters Allied Powers Europe eingesetzt wurde. Im Juli 2025 wurde sie Abteilungsleiterin Planung und Organisation im Unterstützungskommando der Bundeswehr.

### Auslandseinsätze
Bartoschek nahm an mehreren Auslandseinsätzen der Bundeswehr teil:
- SFOR (2003)
- ISAF (2004–2005)
- KFOR (2006–2007)

## Privates
Bartoschek ist verheiratet und hat eine Tochter.